# AVG Technologies
AVG Technologies (tidigare Grisoft) är ett tjeckiskt företag bildat 1991 som specialiserat sig på att utveckla säkerhetsprogram för PC-marknaden. Företaget marknadsför bland annat antivirusprogrammet AVG Anti-Virus som har blivit populärt då det finns i en gratis-version.